# Santa Clara, Cuba
Santa Clara là thành phố thủ phủ của tỉnh Villa Clara tại Cuba. Thành phố nằm ở khu vực trung tâm của tỉnh và cũng nằm gần trung tâm của đất nước. Thành phố được chia thành các khu phố là Báez, Carmen, Egidos, Hoyo, Loma Cruz, Manajanabo, Manicaragua, Mata, Parroquia, Pastora, Provincial, Puente, Quemado Hilario, Raúl Sancho, San Gil and Seibabo.
Đây là nơi an nghỉ của anh hùng dân tộc Che Guevara.